# Pseudagrion williamsoni
Pseudagrion williamsoni – gatunek ważki z rodziny łątkowatych (Coenagrionidae).